# Monadnock Building
De Monadnock Building is een 17 verdiepingen hoog appartementengebouw in de Amerikaanse stad Chicago. Het bijzondere aan dit gebouw is dat de noordelijke helft volledig van metselwerk is gebouwd. Het gebouw bevat dus geen staalcontructie. Het gebouw is vernoemd naar de geologische term Monadnock (in het Nederlands Inselberg) die wordt gebruikt voor een alleenstaande berg die midden tussen het laagland staat.
Met de hoogte van dit gebouw is het uiterste uit de normale metseltechniek gehaald. Om het geheel te kunnen dragen hebben de muren aan de onderkant een dikte van bijna twee meter.
Het gebouw werd gebouwd in de periode 1889 tot 1893. Eerst werd het noordelijke deel gebouwd. Dit was zo zwaar dat het gebouw tijdens de bouw meer dan een meter in de grond wegzakte. Toen men in 1891 aan het zuidelijke deel begon besloot men om toch maar een stalen geraamte te gebruiken. hierdoor heeft het zuidelijke deel dunnere muren en grotere ramen.
Op 20 november 1970 is het gebouw toegevoegd aan het National Register of Historic Places.